# Jernløse
Jernløse é um município da Dinamarca, localizado na região este, no condado de Vestsjaelland.
O município tem uma área de 102,57 km² e uma  população de 5 948 habitantes, segundo o censo de 2004.